# Österreichischer Fußball-Cup 1920/21
Der Cup des Österreichischen Fußball-Bundes wurde als Niederösterreichischer Cup in der Saison 1920/21 vom Niederösterreichischen Fußballverband (NFV) zum dritten Mal ausgetragen. Sieger wurde der Wiener Amateur SV (seit 1926 FK Austria Wien).

## Teilnehmende Mannschaften
Folgende Mannschaften nahmen ab der 3. Runde der Vorrunde teil:
| 1. Klasse 12 Vereine der Saison 1919/20 | 2. Klasse 11 Vereine der Saison 1919/20 | Provinzmeisterschaft NÖ Süd/Nord 4 Vereine                                                     |
| --- | --- | ---------------------------------------------------------------------------------------------- |
| SK Rapid Wien Wiener Amateur SV Wiener Sport-Club Floridsdorfer AC SpC Rudolfshügel Wiener AC 1. Simmeringer SC SC Wacker Wien ASV Hertha Wien First Vienna FC 1894 Wiener AF SK Admira Wien | SC Hakoah Wien SC Germania Schwechat SC Red Star Wien Nußdorfer AC SC Donaustadt FC Sturm 07 FC Ostmark Wien Wiener Sportfreunde SK Slovan Wien Ottakringer SC Vienna Cricket and Football-Club Wiener Bewegungsspieler SC Ober St. Veit SC Blue Star Wien 1. FFC Vorwärts 06 Wien | ASV Liesing VfB Union Mödling 1. Wiener Neustädter SC SV Stockerau 07                          |
| Sonstige Vereine 19 Vereine | |                                                                                                |
| Artaria Wien Baumgartner Sportfreunde SC Baumgarten SC Donaufeld Wien Einheit Wien Falke Wien Hechawer Wien                                                                                  | Jedlersdorfer SC Lagerhaus Gemeinde Wien ASK Marienthal SC Mauer Meidlinger AC SV Oed | Olympia XI Wien Rennweger SV Simmeringer Normannia Simmeringer SV SC Sturm 1914 SC Unitas Wien |

## Turnierverlauf

### 1. Runde
Leider keine nähere Informationen vorhanden.

### 2. Runde
Leider keine nähere Informationen vorhanden.

### 3. Runde1
| 20.02.1921                | Baumgartner Sportfreunde (S) | 0:4 (0:2) | Sturm 1907 Wien (2.) | | | | |
| 20.02.1921 um 15:00 Uhr   | SC Germania Schwechat (2.) | 4:0 (2:0) | Jedlersdorfer SC (NÖ) | | | | |
| 20.02.1921 um 15:00 Uhr   | SC Red Star Wien (2.) | 7:1 (4:0) | SV Oed (NÖ) | | | | |
| 20.02.1921 um 15:00 Uhr   | SC Baumgarten (S) | 0:1 n. V. | SV Stockerau 07 (NÖ) | | | | |
| 20.02.1921 um 13:00 Uhr   | SC Donaustadt (2.) | 2:1 (2:1) | Ottakringer SC (2.) | | | | |
| 20.02.1921 um 15:00 Uhr   | SC Ober St. Veit (2.) | 1:1 n. V. (1:1, 0:0) | FC Ostmark Wien (2.) | | | | |
| 20.02.1921                | SK Slovan Wien (2.) (S) | 11:0 (3:0) | Hechawer Wien | | | | |
| 20.02.1921                | SC Donaufeld Wien (S) | 1:0 n. V. | Rennweger SV (S) | | | | |
| 20.02.1921 um 13:00 Uhr   | Vienna Cricket and Football-Club (2.) | 1:0 (1:0) | Nußdorfer AC (2.) | | | | |
| 20.02.1921 um 15:00 Uhr   | Wiener Bewegungsspieler (2.) | 0:0 n. V. | ASK Liesing (NÖ) | | | | |
| 20.02.1921 um 15:00 Uhr   | VfB Union Mödling (NÖ) | 2 | SC Mauer (S) | | | | |
| 20.02.1921                | Simmeringer SV (S) | 2 | Artaria Wien (S) | | | | |
| 20.02.1921                | Einheit Wien (S) | 2 | ASK Marienthal (S) | | | | |
| 20.02.1921                | Olympia XI Wien (S) | 2 | Simmeringer Normannia (S) | | | | |
| 20.02.1921                | SC Unitas Wien (S) | 2 | Sturm 1914 Wien (S) | | | | |
| 20.02.1921                | Lagerhaus Gemeinde Wien (S) | 3 | 1. SC Wr. Neustadt (NÖ) | | | | |
| 23.02.1921                | Meidlinger AC (S) | 2 | Falke Wien (S) | | | | |
| 23.02.1921 um 15:30 Uhr 4 | SC Ober St. Veit (2.) | 1:2 n. V.(1:1, 1:0) | FC Ostmark Wien (2.) | | | | |
| 23.02.1921 um 15:30 Uhr 4 | Wiener Bewegungsspieler (2.) | 2:1 n. V. (1:1, 0:0) | ASK Liesing (NÖ) | | | | |
| 23.02.1921 um 15:30 Uhr 4 | Lagerhaus Gemeinde Wien (S) | 2:0 (1:0) | 1. SC Wr. Neustadt (NÖ) | | | | |
| Legende:                  | 1. = 1. Wiener Klasse (1. Leistungsstufe) – 2. = 2. Klasse (2. Leistungsstufe) – 3. = 3. Klasse (3. Leistungsstufe) – NÖ = Provinzmeisterschaft NÖ – S = Sonstige Liga n. V. = nach Verlängerung | 1. = 1. Wiener Klasse (1. Leistungsstufe) – 2. = 2. Klasse (2. Leistungsstufe) – 3. = 3. Klasse (3. Leistungsstufe) – NÖ = Provinzmeisterschaft NÖ – S = Sonstige Liga n. V. = nach Verlängerung | 1. = 1. Wiener Klasse (1. Leistungsstufe) – 2. = 2. Klasse (2. Leistungsstufe) – 3. = 3. Klasse (3. Leistungsstufe) – NÖ = Provinzmeisterschaft NÖ – S = Sonstige Liga n. V. = nach Verlängerung | 1. = 1. Wiener Klasse (1. Leistungsstufe) – 2. = 2. Klasse (2. Leistungsstufe) – 3. = 3. Klasse (3. Leistungsstufe) – NÖ = Provinzmeisterschaft NÖ – S = Sonstige Liga n. V. = nach Verlängerung | 1. = 1. Wiener Klasse (1. Leistungsstufe) – 2. = 2. Klasse (2. Leistungsstufe) – 3. = 3. Klasse (3. Leistungsstufe) – NÖ = Provinzmeisterschaft NÖ – S = Sonstige Liga n. V. = nach Verlängerung | 1. = 1. Wiener Klasse (1. Leistungsstufe) – 2. = 2. Klasse (2. Leistungsstufe) – 3. = 3. Klasse (3. Leistungsstufe) – NÖ = Provinzmeisterschaft NÖ – S = Sonstige Liga n. V. = nach Verlängerung | 1. = 1. Wiener Klasse (1. Leistungsstufe) – 2. = 2. Klasse (2. Leistungsstufe) – 3. = 3. Klasse (3. Leistungsstufe) – NÖ = Provinzmeisterschaft NÖ – S = Sonstige Liga n. V. = nach Verlängerung |

### Sechzehntelfinale
| 27.02.1921 um 15:00 Uhr   | ASK Marienthal (S) | 2:12 (1:3) | SC Germania Schwechat (2.)                                                                                             | | | | |
| 27.02.1921 um 15:00 Uhr   | SC Wacker Wien (1.) | 2:1 (0:1) | Falke Wien (S) | | | | |
| 27.02.1921 um 15:00 Uhr   | Floridsdorfer AC (1.)                                                                                                  | 2:1 (2:1) | FC Ostmark Wien (2.)                                                                                                   | | | | |
| 27.02.1921 um 15:00 Uhr   | Lagerhaus Gemeinde Wien (S)                                                                                            | 2:1 (1:1) | SK Admira Wien (1.) | | | | |
| 27.02.1921 um 15:00 Uhr   | SK Rapid Wien (1.) | 3:3 n. V. (3:3, 1:1)                                                                                                   | Wiener Amateur SV (1.)                                                                                                 | | | | |
| 27.02.1921 um 15:00 Uhr   | SC Red Star Wien (1.)                                                                                                  | 2:4 (0:1) | ASV Hertha Wien (2.)                                                                                                   | | | | |
| 27.02.1921 um 15:00 Uhr   | SpC Rudolfshügel (1.)                                                                                                  | 7:0 (2:0) | 1. Simmeringer SC (1.)                                                                                                 | | | | |
| 27.02.1921 um 15:00 Uhr   | SK Slovan Wien (2.) | 1:1 n. V. (1:1, 1:1)                                                                                                   | SC Donaustadt (2.) | | | | |
| 27.02.1921 um 15:00 Uhr   | Simmeringer SV | 2:0 (1:0) | Olympia XI Wien | | | | |
| 27.02.1921 um 15:00 Uhr   | FC Sturm 1907 (2.) | 2:5 (0:1) | SV Stockerau (S) | | | | |
| 27.02.1921 um 15:00 Uhr   | Vienna Cricket and Football-Club (2.)                                                                                  | 1:2 (0:1) | SC Sturm 1914 (S) | | | | |
| 27.02.1921 um 15:00 Uhr   | VfB Union Mödling (1.)                                                                                                 | 1:4 (1:2) | SC Hakoah Wien (S) | | | | |
| 27.02.1921 um 15:00 Uhr   | Wiener AC (1.) | 3:5 (0:3) | First Vienna FC 1894 (1.)                                                                                              | | | | |
| 27.02.1921 um 15:00 Uhr   | Wiener AF (1.) | 23:1 2 | SC Donaufeld Wien (S)                                                                                                  | | | | |
| 27.02.1921 um 15:00 Uhr   | Wiener Sport-Club (2.)                                                                                                 | 10:3 (6:2) | Wiener Bewegungsspieler (S)                                                                                            | | | | |
| 09.03.1921 um 15:45 Uhr 1 | SK Rapid Wien (1.) | 1:2 (1:1) | Wr. Amateur SV (1.) | | | | |
| 10.03.1921 um 16:00 Uhr 1 | SC Donaustadt (1.) | 2:1 n. V. (1:1, 1:1)                                                                                                   | SK Slovan Wien (1.) | | | | |
| Legende:                  | 1. = 1. Klasse (1. Leistungsstufe) – 2. = 2. Klasse (2. Leistungsstufe) – S = Sonstige Ligaa n. V. = nach Verlängerung | 1. = 1. Klasse (1. Leistungsstufe) – 2. = 2. Klasse (2. Leistungsstufe) – S = Sonstige Ligaa n. V. = nach Verlängerung | 1. = 1. Klasse (1. Leistungsstufe) – 2. = 2. Klasse (2. Leistungsstufe) – S = Sonstige Ligaa n. V. = nach Verlängerung | 1. = 1. Klasse (1. Leistungsstufe) – 2. = 2. Klasse (2. Leistungsstufe) – S = Sonstige Ligaa n. V. = nach Verlängerung | 1. = 1. Klasse (1. Leistungsstufe) – 2. = 2. Klasse (2. Leistungsstufe) – S = Sonstige Ligaa n. V. = nach Verlängerung | 1. = 1. Klasse (1. Leistungsstufe) – 2. = 2. Klasse (2. Leistungsstufe) – S = Sonstige Ligaa n. V. = nach Verlängerung | 1. = 1. Klasse (1. Leistungsstufe) – 2. = 2. Klasse (2. Leistungsstufe) – S = Sonstige Ligaa n. V. = nach Verlängerung |

### Achtelfinale
| 20.03.1921 um 15:30 Uhr   | Floridsdorfer AC (1.)                                                                                             | 4:1 (1:1) | Lagerhaus Gemeinde Wien (S)                                                                                       | | | | |
| 20.03.1921 um 15:30 Uhr   | SC Hakoah Wien (1.)                                                                                               | 1:3 n. V. (1:1, 0:1)                                                                                              | ASV Hertha Wien (1.)                                                                                              | | | | |
| 20.03.1921 um 15:30 Uhr   | SC Donaustadt (2.)                                                                                                | 1:2 (0:1) | Wiener Amateur SV (1.)                                                                                            | | | | |
| 20.03.1921 um 15:30 Uhr   | SpC Rudolfshügel (1.)                                                                                             | 3:1 (1:1) | Vienna Cricket and Football-Club (2.)                                                                             | | | | |
| 20.03.1921 um 15:30 Uhr   | SV Stockerau (S)                                                                                                  | 3:2 (1:2) | Simmeringer SV (S)                                                                                                | | | | |
| 20.03.1921 um 15:30 Uhr   | SC Wacker Wien (1.)                                                                                               | 2:2 n. V. (2:2, 1:1)                                                                                              | First Vienna FC 1894 (1.)                                                                                         | | | | |
| 20.03.1921 um 15:30 Uhr   | Wiener Sport-Club (1.)                                                                                            | 3:1 (1:0) | SC Germania Schwechat (2.)                                                                                        | | | | |
| 20.03.1921 um 15:30 Uhr   | Wiener AF (2.) | Freilos | | | | | |
| 22.05.1921 um 16:30 Uhr 1 | SC Wacker Wien (1.)                                                                                               | 21:4 n. V. (1:1, 0:1) 2                                                                                           | First Vienna FC 1894 (1.)                                                                                         | | | | |
| Legende:                  | 1. = 1. Liga (1. Leistungsstufe) – 2. = 2. Liga (2. Leistungsstufe) – S = Sonstige Liga n. V. = nach Verlängerung | 1. = 1. Liga (1. Leistungsstufe) – 2. = 2. Liga (2. Leistungsstufe) – S = Sonstige Liga n. V. = nach Verlängerung | 1. = 1. Liga (1. Leistungsstufe) – 2. = 2. Liga (2. Leistungsstufe) – S = Sonstige Liga n. V. = nach Verlängerung | 1. = 1. Liga (1. Leistungsstufe) – 2. = 2. Liga (2. Leistungsstufe) – S = Sonstige Liga n. V. = nach Verlängerung | 1. = 1. Liga (1. Leistungsstufe) – 2. = 2. Liga (2. Leistungsstufe) – S = Sonstige Liga n. V. = nach Verlängerung | 1. = 1. Liga (1. Leistungsstufe) – 2. = 2. Liga (2. Leistungsstufe) – S = Sonstige Liga n. V. = nach Verlängerung | 1. = 1. Liga (1. Leistungsstufe) – 2. = 2. Liga (2. Leistungsstufe) – S = Sonstige Liga n. V. = nach Verlängerung |

### Viertelfinale
| 26.05.1921 um 17:00 Uhr | SpC Rudolfshügel (1.)                                                                             | 1:4 (1:3)                                                                                         | First Vienna FC 1894 (1.)                                                                         |                                                                                                   |                                                                                                   |                                                                                                   |                                                                                                   |
| 26.05.1921 um 17:30 Uhr | Wiener Sport-Club (2.)                                                                            | 2:1 n. V. (1:1, 1:1)                                                                              | Wiener AF (1.)                                                                                    |                                                                                                   |                                                                                                   |                                                                                                   |                                                                                                   |
| 26.05.1921 um 17:30 Uhr | Wiener Amateur SV (1.)                                                                            | 2:0                                                                                               | SV Stockerau (S)                                                                                  |                                                                                                   |                                                                                                   |                                                                                                   |                                                                                                   |
| 26.05.1921 um 17:30 Uhr | Floridsdorfer AC (1.)                                                                             | 1:0 (0:0)                                                                                         | ASV Hertha Wien (1.)                                                                              |                                                                                                   |                                                                                                   |                                                                                                   |                                                                                                   |
| Legende:                | 1. = 1. Klasse (1. Leistungsstufe) – 2. = 2. Klasse (2. Leistungsstufe) n. V. = nach Verlängerung | 1. = 1. Klasse (1. Leistungsstufe) – 2. = 2. Klasse (2. Leistungsstufe) n. V. = nach Verlängerung | 1. = 1. Klasse (1. Leistungsstufe) – 2. = 2. Klasse (2. Leistungsstufe) n. V. = nach Verlängerung | 1. = 1. Klasse (1. Leistungsstufe) – 2. = 2. Klasse (2. Leistungsstufe) n. V. = nach Verlängerung | 1. = 1. Klasse (1. Leistungsstufe) – 2. = 2. Klasse (2. Leistungsstufe) n. V. = nach Verlängerung | 1. = 1. Klasse (1. Leistungsstufe) – 2. = 2. Klasse (2. Leistungsstufe) n. V. = nach Verlängerung | 1. = 1. Klasse (1. Leistungsstufe) – 2. = 2. Klasse (2. Leistungsstufe) n. V. = nach Verlängerung |

### Halbfinale
Alle Spiele des Halbfinales fanden auf der Hohen Warte statt.
| 26.06.1921 um 18:00 Uhr | Wiener Amateur SV (1.)           | 1:3 (1:1)                        | First Vienna FC 1894 (1.)        |                                  |                                  |                                  |                                  |
| 26.06.1921 um 18:00 Uhr | Wiener Sport-Club (1.)           | 3:2 (1:1)                        | Floridsdorfer AC (1.)            |                                  |                                  |                                  |                                  |
| Legende:                | 1. = 1. Liga (1. Leistungsstufe) | 1. = 1. Liga (1. Leistungsstufe) | 1. = 1. Liga (1. Leistungsstufe) | 1. = 1. Liga (1. Leistungsstufe) | 1. = 1. Liga (1. Leistungsstufe) | 1. = 1. Liga (1. Leistungsstufe) | 1. = 1. Liga (1. Leistungsstufe) |

### Finale
| Paarung           | Wiener Amateur-SV – Wiener Sport-Club |
| Ergebnis          | 2:1 (2:0) |
| Datum             | 10. Juli 1921 |
| Stadion           | Hohe Warte, Wien |
| Schiedsrichter    | Heinrich Retschury (Wien) |
| Tore              | 1:0 Hansl (30.) 2:0 Swatosch (31.) 2:1 Baar (67., Elfmeter) |
| Wiener Amateur-SV | Wilhelm Meisl, Albert Heikenwälder, Alexander Popovich, Otto Fuchs, Jenő Konrád, Karl Geyer, Friedrich Köck, Ferdinand Swatosch, Kálmán Konrád, Franz Hansl, Hugo Vecera Cheftrainer: Johann Andres |
| Wiener Sport-Club | Eduard Kanhäuser, Richard Beer, Josef Teufel, Franz Plank, Franz "Ferry" Lowak, Ernst Netuka, Johann Baar, Hergeth, Karl Kanhäuser, Hans Kanhäuser, Leopold Giebisch                                |